# Callosciurus quinquestriatus
Callosciurus quinquestriatus es una especie de roedor de la familia Sciuridae.

## Distribución geográfica
Se encuentran en China y Birmania.

## Estado de conservación
Se encuentra amenazada de extinción por la pérdida de su hábitat natural.